# Arctia mayeri
Arctia mayeri là một loài bướm đêm thuộc phân họ Arctiinae, họ Erebidae.